# Ixias dixeyi
Ixias dixeyi is een vlinder uit de familie van de witjes (Pieridae). De wetenschappelijke naam van de soort is voor het eerst geldig gepubliceerd door Gab..